# Acanthophis
Az Acanthophis a hüllők (Reptilia) osztályába a  pikkelyes hüllők (Squamata) rendjébe és a mérgessiklófélék (Elapidae) családjába tartozó nem.

## Rendszerezésük
A nemet François Marie Daudin írta le 1803-ban, az alábbi fajok tartoznak ide:
- déli halálkígyó (Acanthophis antarcticus)
- Acanthophis hawkei
- Acanthophis cryptamydros
- pápua halálkígyó (Acanthophis laevis)
- északi halálkígyó (Acanthophis praelongus)
- sivatagi halálkígyó (Acanthophis pyrrhus)
- indonéz halálkígyó (Acanthophis rugosus)
- Acanthophis wellsi

## Előfordulásuk
Ausztráliában, Új-Guineában és a közeli szigeteken honosak.